# Evangelische Kirche (Sielen)

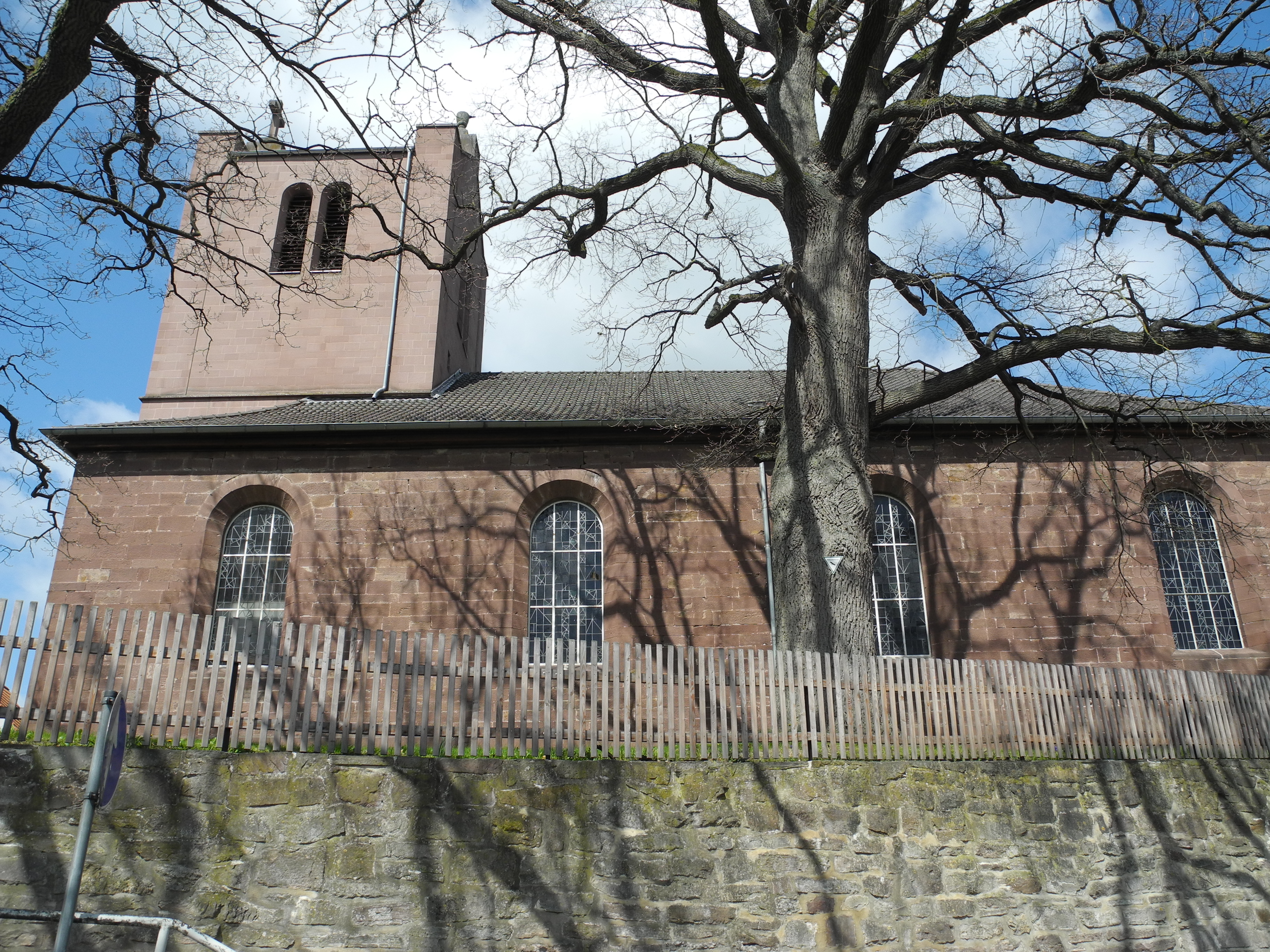
Evangelische Kirche (Sielen)

Die Evangelische Kirche Sielen ist ein denkmalgeschütztes Kirchengebäude, das im Ortsteil Sielen der Stadt Trendelburg im Landkreis Kassel (Hessen) steht. Die Kirchengemeinde gehört zum Kirchspiel Hümme im Kirchenkreis Hofgeismar-Wolfhagen im Sprengel Kassel der Evangelischen Kirche von Kurhessen-Waldeck.

## Beschreibung
Die neuromanische Saalkirche wurde 1838–1845 aus Quadermauerwerk erbaut. Der Kirchturm steht im Westen. Der Chor ist nur als Risalit ausgebildet. Der Innenraum ist längs in drei Bereiche geteilt. Die seitlichen Bereiche sind mit Flachdecken überspannt, der mittlere mit einem Tonnengewölbe. Hinter dem Altar steht die Kanzel. Über ihrem Schalldeckel befindet sich in der Wand ein Ochsenauge. Die erste Orgel wurde 1854 von Philipp Furtwängler & Söhne gebaut. 1914 wurde sie von Conrad Euler durch eine Orgel mit 17 Registern, 2 Manualen und Pedal ersetzt, 2009 von Orgelbau Krawinkel restauriert.